# Anne de Bourgogne (1435-1508)
 (mars 2025).
Pour les articles homonymes, voir Anne de Bourgogne.
Anne de Bourgogne (vers 1435 - 14 janvier 1508), dame de Ravenstein, est la fille illégitime de Philippe le Bon, ainsi que la gouvernante de sa nièce la duchesse Marie de Bourgogne.

## Biographie

### Jeunesse
Anne, née vers 1435, est l'un des nombreux enfants illégitimes de Philippe le Bon, duc de Bourgogne. Elle a un demi-frère légitime plus âgé, Charles le Téméraire, et au moins dix-sept demi-frères et sœurs illégitimes. Sa mère est l'une des vingt-quatre maîtresses documentées du duc, Jacqueline van Steenberghe, dont on ne sait pas grand-chose d'autre. Anne est reconnue comme la fille du duc et est élevée à la cour de son père.

### Premier mariage
En 1457, vers l'âge de vingt-deux ans, Anne épouse Adriaan van Borselen, le chambellan de son père, un aristocrate de Zélande. Il a été fait chevalier en 1426 et possède de nombreux manoirs sur l'île de Walcheren en Zélande. Le couple vit à West-Souburg et n'a pas d'enfants. À l'époque de son premier mariage, Anne est chargée de l'éducation de sa nièce, Marie, fille de son demi-frère légitime Charles le Téméraire, duc de Bourgogne. Elle nomme Jeanne de Clito pour la seconder.
Anne et son mari fondent des villages et financent la construction d'églises comme celles de Sommelsdijk en 1464 et de Bruinisse en 1466, en collaboration avec d'autres propriétaires terriens. Elle est également active dans l'endiguement des schorres. En 1468, Adriaan van Borselen meurt et Anne hérite de tous ses biens.

### Deuxième mariage
En 1470, alors âgée de trente-cinq ans, Anne se remarie avec son cousin, Adolphe de Clèves, seigneur de Ravenstein et de Wijnendale (1425-1492). Il est le fils cadet du duc Adolphe Ier de Clèves et de son épouse, Marie de Bourgogne, tante paternelle d'Anne. Adolphe est également veuf et a auparavant été marié à l'infante Béatrice de Coimbra, petite-fille du roi Jean Ier de Portugal, avec qui il a eu un fils, Philippe (1456-1528). En 1475, Adolphe devint gouverneur du Hainaut et, en 1483, il est nommé membre du conseil de régence qui gouverne pendant la minorité de Philippe Ier le Beau. 
Peu après 1470, Anne acquiert le Hof van Leffinge dans le Molenmeers à Bruges, le rebaptisant Hof van Ravenstein, un palais qu'elle conserve au moins jusqu'en 1501 et peut-être jusqu'à sa mort. Anne travaille à la mise en valeur de ses terres en Zélande, donnant son nom à un polder, Sint-Annaland en 1476. En 1486, elle y fait construire une nouvelle église, et en 1487, un deuxième polder, Sint Philipsland. Elle devient veuve une seconde fois en 1492. En 1498, elle cède Sint-Annaland, Hannevosdijk et Moggershil à son demi-frère Baudouin de Bourgogne, seigneur de Fallais, autre enfant illégitime de Philippe le Bon.
Anne décède le 14 janvier 1508. Son corps est inhumé aux côtés de celui de son second mari dans l'église dominicaine de Bruxelles, aujourd'hui démolie. Son cœur est placé dans l'église de West-Souburg auprès de son premier époux. Le château de West-Souburg et les polders de Zélande sont hérités par son demi-frère (également illégitime), Philippe de Bourgogne, évêque d'Utrecht et amiral de Hollande. Un autre de ses frères, Baudouin, qui a déjà reçu d'elle quelques terres de son vivant, hérite du Hof van Ravenstein.